# Chrzanów
Pour les articles homonymes, voir Chrzanów (homonymie).

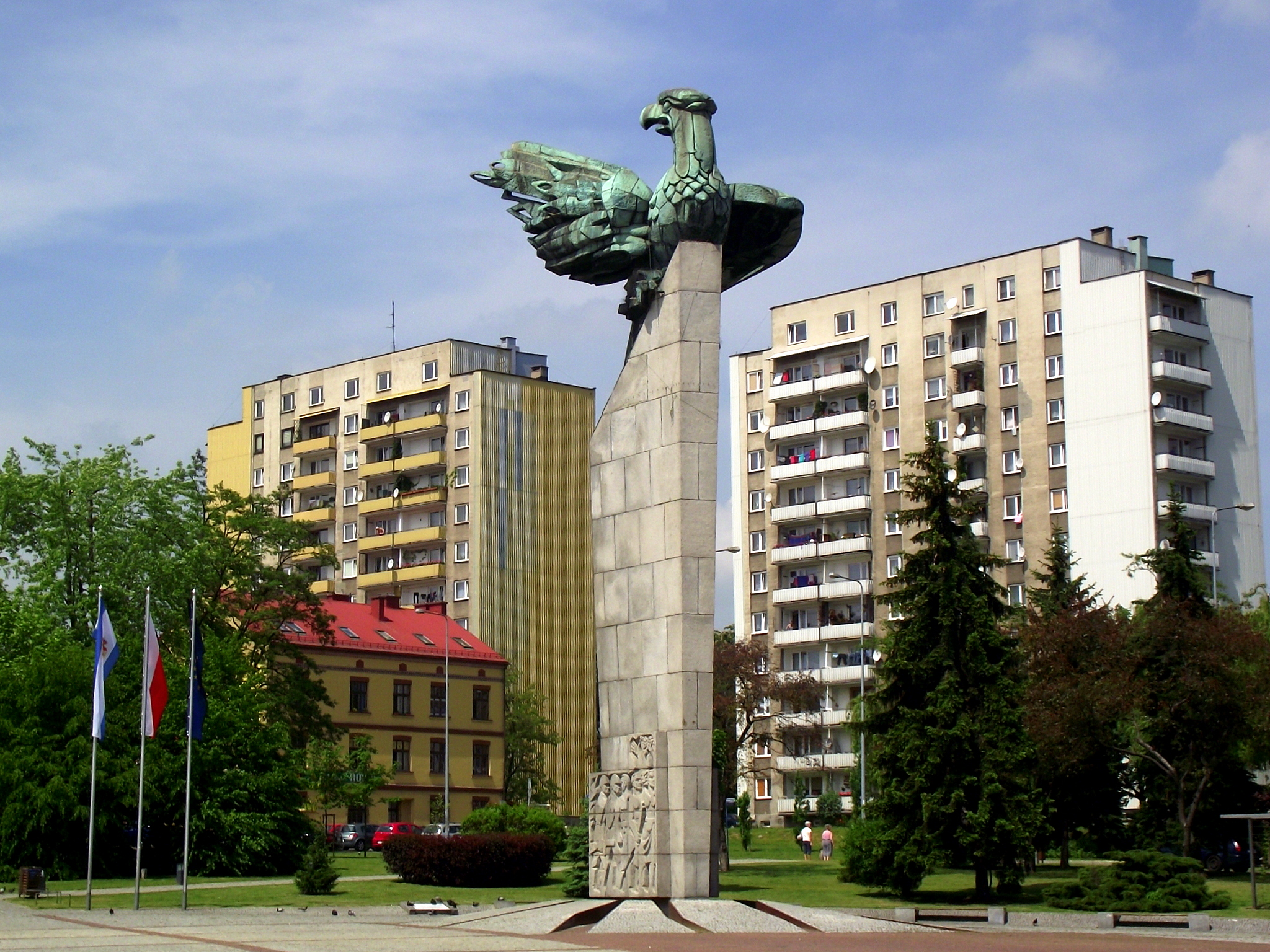
Le Monument de la Liberté et de la Victoire

Chrzanów est une ville de Pologne située en voïvodie de Petite-Pologne. La ville est le chef-lieu du Powiat de Chrzanów.

## Histoire
Chrzanów est fondée au Xe siècle voire plus tôt, mais le premier document qui la mentionne est daté au XIIe siècle. Les franchises communales sont données à Chrzanów probablement en 1393.
Du troisième partage de la Pologne en 1795 jusqu'en 1918, la ville (et la région de Cracovie) fait partie de la monarchie autrichienne (empire d'Autriche), puis Autriche-Hongrie (Cisleithanie après le compromis de 1867), chef-lieu du district de même nom, l'un des 78 Bezirkshauptmannschaften en province (Kronland) de Galicie.
Jusqu'au XXe siècle, Chrzanów est une ville bourgeoise, consacrée au commerce. Elle n'a été jamais entourée de remparts.
Avant la Seconde Guerre mondiale la moitié de la population de la ville était juive, mais la quasi-totalité a été exterminée par les nazis au Camp de concentration d'Auschwitz (situé à une vingtaine de kilomètres de la ville).
La ville est également un centre industriel avec la grande usine de locomotives de Fablok.

## Transport

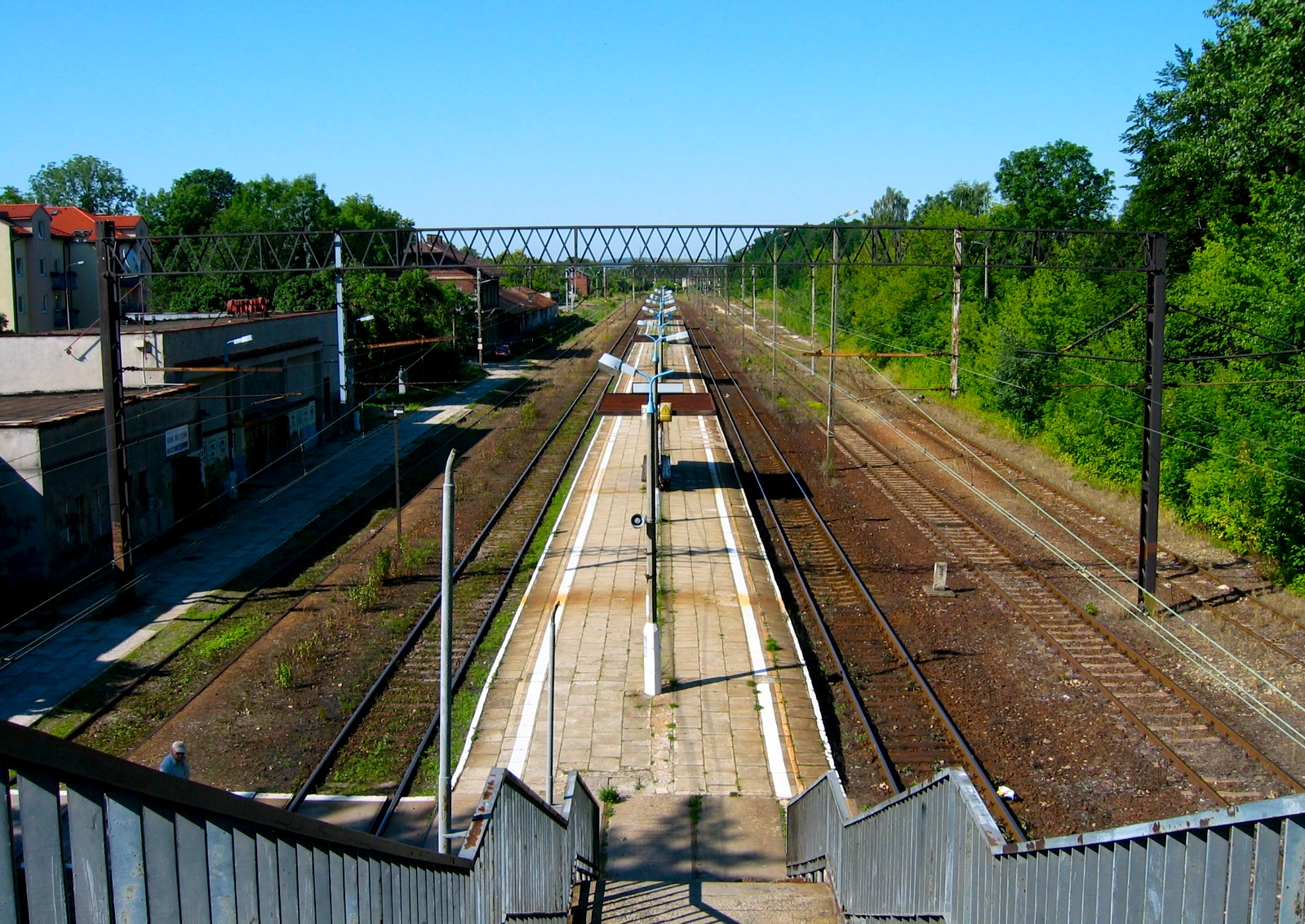
Gare ferroviaire de Chrzanów

Les raccordements principaux de route de la ville incluent le raccordement avec Cracovie (à l'est) et Katowice (à l'ouest) par l'intermédiaire du Route A4 (payable) ou par l'intermédiaire du route nationale numéro 79.
Il y a également deux routes de voivodeship à partir de Chrzanów : route numéro 933 (sud-ouest allant) à Oświęcim, Pszczyna et Jastrzębie-Zdrój et route numéro 781 (allant au sud-est) à Andrychów.
Le raccordement de rail lie Chrzanów à Kraków (à l'est), à Oświęcim et Czechowice-Dziedzice (sud-ouest). Il y a deux arrêts de rail dans la ville.

## Éducation
- Wyższa Szkoła Przedsiębiorczości i Marketingu

## Personnes célèbres de Chrzanów
- Mikołaj z Chrzanowa (1485-1562)
- Józef Patelski (1805-1887)
- Jan Oczkowski (1829-1906)
- Elia Marchetti (1839-1863)
- Bolesław Chwastowski (1846-1907)
- Henryk Loewenfeld (1859-1931)
- Filip Müller (1867-1951)
- Jan Pęckowski (1874-1959)
- Tadeusz Urbańczyk (1887-1973)
- Ignacy Schwarzbart (1888-1961)
- Zdzisław Krawczyński (1893-1965)
- Henryk Bromboszcz (1906-1976)
- Isaac Deutscher (1907-1967)
- Mascha Kaléko (1907-1975)
- Marian Konarski (1909-1998)
- Michał Potaczało (1912-1975)
- Mieczysław Mazaraki (1913-2003)
- Helena Chłopek (1917-2007)
- Janina Woynarowska (1923-1979)
- Władysław Roman Wawrzonek (1927-2007)
- Ewa Krzyżewska (1939-2003)
- Bogusław Mąsior (1947)
- Mikołaj Grabowski (1946)
- Andrzej Grabowski (1952)
- Zbigniew Wąsiel (1966)
- Mariusz Jakus (1967)
- Janusz Szrom (1968)
- Michał Gajownik (1981-2009)
- Daniel Buczak (1982)

## Jumelages
- Harnes (France)
- Nyékládháza (Hongrie)
- Ivano-Frankivsk (Ukraine)